# Cyperus brunnescens
Cyperus brunnescens är en halvgräsart som beskrevs av Johann Otto Boeckeler. Cyperus brunnescens ingår i släktet papyrusar, och familjen halvgräs. Inga underarter finns listade i Catalogue of Life.